# Michał Lićwinko
Michał Lićwinko (ur. 31 stycznia 1987 w Brzozowej) – polski lekkoatleta, specjalista pchnięcia kulą, trener lekkoatletyczny.

## Życiorys
Urodził się i wychowywał się w Brzozowej, gdzie uczęszczał do szkoły podstawowej. Absolwent Szkoły Mistrzostwa Sportowego w Białymstoku. W młodości reprezentował barwy białostockiego Podlasia, jego najlepsze wynik to wywalczony w 2006 brązowy medal w pchnięciu kulą na mistrzostwach Polski juniorów w Słupsku. W wieku 22 lat został zmuszony zakończyć karierę sportową z powodu ciągłych kontuzji, w tym urazu pleców.
Po zakończeniu kariery sportowej został trenerem lekkoatletów Podlasia Białystok. W 2012 jego zawodniczką została Kamila Stepaniuk, specjalizująca się w skoku wzwyż, która w 2013 roku ustanowiła rekord Polski (199 cm) i zdobyła złoty medal na Uniwersjadzie w Kazaniu. W 2014 została  halową mistrzynią świata.
W 2016 został trenerem Sylwestra Bednarka, który w 2017 ustanowił rekord życiowy w hali na wysokości 2,33 m (Bańska Bystrzyca).

## Życie prywatne
Od 2013 jest mężem Kamili.
Rekordy życiowe:
| Konkurencja              | Data i miejsce                | Wynik |
| ------------------------ | ----------------------------- | ----- |
| pchnięcie kulą (7,26 kg) | 2 września 2006(dts), Wrocław | 16,34 |
| pchnięcie kulą (6,0 kg)  | 9 września 2009, Białystok    | 18,18 |
| rzut dyskiem             | 6 czerwca 2009, Warszawa      | 41,85 |

## Odznaczenia i wyróżnienia
- Laureat XIX rankingu Podlaskiej Rady Olimpijskiej w kategorii najlepszy trener w województwie podlaskim w 2014 roku[3].